# Union-Klub
L'Union-Klub est une organisation de courses de chevaux basée à Berlin de 1867 à 1945, qui, à l'instar du Jockey Club anglais, organise de manière uniforme le paysage jusqu'alors fragmenté des courses de chevaux en Prusse. Le club aristocratique joue un rôle majeur dans la vie sociale de l'Empire allemand et de la République de Weimar. Après 1945, le club est recréé en Allemagne de l'Ouest.

## Histoire
L'Union-Klub est fondé le 15 décembre 1867 à Berlin à l'Hôtel de Rome (de) sur le boulevard Unter den Linden par un groupe de 36 principaux représentants de l'équitation de différents États allemands. Le contexte de la fondation du club est la tentative de créer un organisme qui organisera et systématisera le fonctionnement du sport équestre, en particulier les courses et l'élevage de chevaux, dans les différents États allemands de manière uniforme. Le nom du nouveau club doit exprimer la volonté de la nouvelle association, son activité dans tous les domaines, créer une cohésion étroite de toutes les parties intéressées et réunir sous un même toit les quelque 50 clubs de course et hippodromes de l'époque.
L'idée de fonder le club revient au journaliste sportif Fedor André, éditeur du journal Der Spur. Hugues de Hohenlohe-Öhringen, duc d'Ujest, alors chef de la maison de Hohenlohe et député de la Chambre des seigneurs de Prusse, est élu premier président du club. L'un des premiers membres du club est le ministre-président prussien de l'époque, Otto von Bismarck, dont les compagnons d'armes politiques sont la plupart des membres du club. Outre de nombreux représentants de la classe supérieure aristocratique, qui forment le noyau du club de l'époque impériale à 1945, la plupart des ambassadeurs et envoyés étrangers accrédités à Berlin en font toujours partie. Cette dernière circonstance est probablement la raison pour laquelle le club est autorisé à continuer d'exister en grande partie intact même après l'arrivée au pouvoir des nationaux-socialistes.
L'une des principales aspirations du club est de mettre l'élevage de chevaux pur-sang sur une base obligatoire, suivant le modèle britannique et les règles de calcul des paris hippiques, plus connues sous le nom de Bestimmungen des Berliner Union-Klubs.
La structure organisationnelle et l'habitus du club se caractérisent par leur caractère exclusif : l'adhésion est réservée aux représentants de la classe sociale (et financière) supérieure, et des frais d'adhésion élevés garantissent entre autres que l'on reste "entre soi". Il en résulte que le club est souvent critiqué comme étant une association corporatiste de « Junkers », comme une institution monarchiste et une société secrète réactionnaire.
Les locaux de l'Union-Klub sont meublés de manière représentative pour un établissement social distingué et élégant à l'ambiance féodale : les membres du Club peuvent non seulement y prendre leurs repas à toute heure, mais aussi y ont régulièrement lieu des dîners et des réceptions élégants. À l'instar des clubs anglais, ils disposent d'une excellente cuisine et d'une cave à vin exquise.
Après la Seconde Guerre mondiale, le club est redémarré en Allemagne de l'Ouest en tant qu'organisateur de courses. En 2005, il dépose son bilan en tant qu'organisateur des courses à l'hippodrome d'Hoppegarten (de).

## Organisation successeur
L'organe exécutif de l'Union-Klub est ce que l'on appelait la 'Haute Autorité'. Après la Seconde Guerre mondiale, le Direction de l'élevage de pur-sang et des courses (de), dont le siège est à Cologne-Weidenpesch, est créé en 1947 pour succéder à la Haute Autorité.

## Membres notables du club
- Otto von Bismarck, chancelier impérial
- Franz von Papen, Chancelier du Reich
- Victor von Podbielski, ministre prussien de l'Agriculture
- Fedor von Rauch, écuyer en chef des rois de Prusse et des empereurs allemands
- Otto Suermondt (de), capitaine de cavalerie et cavalier
- Adalbert von Francken-Sierstorpff (de), membre du conseil d'administration

## Présidents du club
- 1867–1874 Hugues de Hohenlohe-Öhringen
- 1874–1893 Victor Ier de Hohenlohe-Ratibor
- 1893–1910 Christian-Kraft de Hohenlohe-Öhringen
- 1910–1923 Jean-Henri XV d'Hochberg
- 1923–1931 Adolf von Arnim (de)
- 1931–1932 Lubbert von Westphalen
- 1932–1934 Hermann von Hatzfeldt-Wildenburg (de)
- 1934–1945 Franz von Papen